# Bactrocera hypomelaina
Bactrocera hypomelaina är en tvåvingeart som beskrevs av Drew 1989. Bactrocera hypomelaina ingår i släktet Bactrocera och familjen borrflugor. Inga underarter finns listade.